# Osechka Peak
Osechka Peak är en bergstopp i Antarktis. Den ligger i Östantarktis. Norge gör anspråk på området. Toppen på Osechka Peak är 1 740 meter över havet.
Terrängen runt Osechka Peak är platt åt nordväst, men åt sydost är den kuperad. Trakten är obefolkad. Det finns inga samhällen i närheten.